# Leandro Guilheiro
Leandro Marques Guilheiro (Suzano, 7 agosto 1983) è un judoka brasiliano, vincitore di due medaglie di bronzo nella categoria fino a 73 kg alle Olimpiadi del 2004 e del 2008.

## Palmarès
- Giochi olimpici estivi

2004 - Atene: bronzo nei 73 kg.
2008 - Pechino: bronzo nei 73 kg.
- Campionato mondiale di judo

2010 - Tokyo: argento negli 81 kg.
2011 - Parigi: bronzo negli 81 kg.
- Giochi panamericani

2007 - Rio de Janeiro: argento nei 73 kg.
2011 - Guadalajara: oro negli 81 kg.
- Campionati panamericani di judo

2009 - Buenos Aires: oro nei 73 kg.
2011 - Guadalajara: oro negli 81 kg.